# Okondja flygplats
Okondja flygplats är en flygplats vid orten Okondja i Gabon. Den ligger i provinsen Haut-Ogooué, i den östra delen av landet, 500 km öster om huvudstaden Libreville. Okondja flygplats ligger 404 meter över havet. IATA-koden är OKN och ICAO-koden FOGQ.